# 光明城駅
座標: 北緯22度44分09秒 東経113度56分58秒 / 北緯22.7357度 東経113.9495度
光明城駅（こうめいじょうえき）とは中華人民共和国広東省深圳市光明区に位置する広深港高速鉄道の駅である。

## 駅構造
島式ホーム2面2線を有する高架駅。その両線の内側には二線の通過線が存在する。
| 番線 | 路線            | 方面       |
| ---- | --------------- | ---------- |
| 1    | ■広深港高速鉄道 | 広州南方面 |
| 2    | ■広深港高速鉄道 | 深圳北方面 |

## 歴史
- 2011年12月26日 - 開業。

## 隣の駅
中華人民共和国鉄道部
■広深港高速鉄道
虎門駅 - 光明城駅 - 深圳北駅